# Maria Spinola

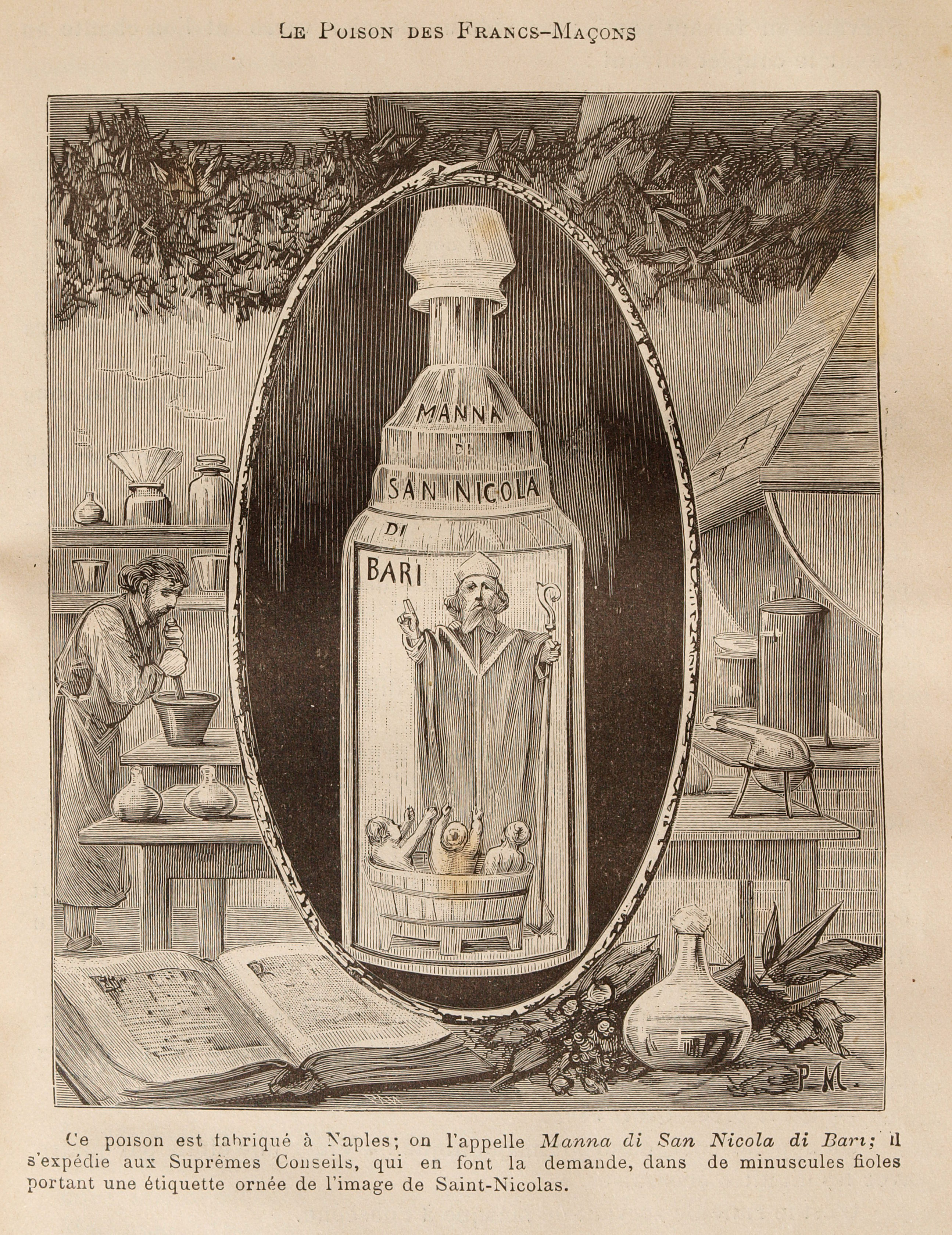
"Manna di San Nicola" (Aqua Tofana), Pierre Méjanel

Maria Spinola, även kallad Maria Palermitana och Maria Siciliana, född 1600, död 5 juli 1659, var en italiensk giftförsäljare. Hon var en av centralfigurerna i den berömda Spanaprocessen, och en av endast sex personer av fyrtio som blev avrättad.

## Biografi
Maria Spinola var född på Sicilien. Hon lämnade Sicilien som ung och bosatte sig i först Neapel, och slutligen 1627 i Rom. Hon var gift fyra gånger, sist med Antonio Lipperi. Hon levde i ansträngda ekonomiska omständigheter. 
År 1650 lärde hon känna astrologen Gironima Spana, som året därpå ärvde ett kriminellt giftnätverk av sin styvmor Giulia Tofana. De blev vänner, och Spinola blev Spanas affärskompanjon i dennas försäljning av dödliga gifter. Spinola arbetade betydligt närmare Spana än Graziosa Farina och Laura Crispoldi, som bara hade indirekt kontakt med Spana genom Giovanna De Grandis. Hon anförtroddes receptet för aqua tofana av Spana, sålde det dödliga giftet, och värvade också kunder till Spanas mottagning i Rom, som hon officiellt besökte med presumtiva kunder i Spanas officiella verksamhet som astrolog. 
Maria Spinola angavs av Giovanna De Grandis i februari 1659, greps och fängslades i Tor di Nona. Hon satt länge i isoleringscell innan hon förhördes. Hon var tillsammans med De Grandis länge en av få direktvittnen mot Gironima Spana själv, och ett värdefullt vittne eftersom Spana kände henne personligen, och hennes vittnesmål var ett som bidrog till att Spanas motståndskraft i förhören försvagades. Hon utpekade också Laura Crispoldi som giftförsäljare och Anna Maria Conti som dennas kund. 
Den 6 juli 1659 avrättades Gironima Spana, Giovanna De Grandis, Maria Spinola, Graziosa Farina och Laura Crispoldi genom hängning i Rom.